# 会田吉男
會田 吉男（あいだ よしお、1910年 - 1953年7月11日）は、日本の撮影技師である。原節子の実の兄としても知られる。新字体表記は会田 吉男。

## 人物・来歴
1910年（明治43年）、会田藤之助・ナミ夫妻の次男として、神奈川県に生まれる。姉の光代（次女）は日活大将軍撮影所での女優を経て、映画監督の熊谷久虎の妻になり、姉の喜代子（三女）は銀行員と結婚して生まれた子がのちに映画監督の木下亮となり、妹の律子（四女）は映画監督の番匠義彰の妻となったがのちに離婚、末妹の昌江（五女）は、のちに女優・原節子となる。
1941年（昭和16年）、母ナミ、死去。
1947年（昭和22年）、東宝が製作した映画『春の饗宴』の撮影技師として、瀬川順一と共同でクレジットされ、1949年（昭和24年）、義兄の熊谷久虎が代表を務める製作会社芸研プロダクションの設立第1作『殿様ホテル』で、劇場用長篇劇映画の撮影技師として一本立ちする。
1953年（昭和28年）7月10日の19時ころ、義兄の熊谷久虎が監督、実妹の原節子が主演する映画『白魚』の撮影技師として、静岡県駿東郡御殿場町（現在の御殿場市）の御殿場駅構内でのロケーション撮影におけるセッティング中、撮影助手とともに列車に轢かれ、同町内の北駿病院に運ばれたが、翌11日13時15分に死去した。満43歳没。会田の遺作となった同作は完成し、同年8月5日に公開された。父藤之助が死去したのは、3年後の1956年（昭和31年）であった。

## フィルモグラフィ
- 『春の饗宴』 : 監督・脚本・製作山本嘉次郎、撮影瀬川順一、製作東宝、1947年12月30日公開 - 瀬川と共同クレジット
- 『殿様ホテル』 : 監督・脚本クラタ・フミンド、製作芸研プロダクション、1949年3月1日公開 - 一本立ちデビュー作
- 『地獄の笛』 : 監督クラタ・フミンド/森永健次郎、製作芸研プロダクション、1949年5月9日公開
- 『銀座の踊子』 : 監督田尻繁、製作宝映プロダクション、1950年2月7日公開
- 『シミキンの無敵競輪王』 : 監督西村元男、製作東宝、1950年5月20日公開、東京国立近代美術館フィルムセンター所蔵[5]
- 『恋しかるらん』 : 監督佐藤武、製作東宝/佐藤プロダクション、1950年6月24日公開
- 『アルプス物語 野性』 : 監督沢村勉、製作太泉映画/芸研プロダクション、1950年9月9日公開
- 『恋愛台風圏』 : 監督・脚本野村浩将、製作東宝、1950年9月30日公開
- 『情艶一代女』 : 監督野村浩将、製作三上プロダクション、1951年2月3日公開
- 『若い娘たち』 : 監督千葉泰樹、製作東宝、1951年4月7日公開、東京国立近代美術館フィルムセンター所蔵[6]
- 『メスを持つ処女』 : 監督小田基義、製作東宝、1951年6月8日公開
- 『哀愁の夜』 : 監督杉江敏男、製作東宝、1951年11月9日公開
- 『風ふたゝび』 : 監督豊田四郎、製作東宝、1952年2月14日公開、東京国立近代美術館フィルムセンター所蔵[7]
- 『夢よいづこ』 : 監督小田基義、製作新映プロダクション、1952年3月28日公開
- 『やぐら太鼓』 : 監督マキノ雅弘/滝沢英輔、製作滝村プロダクション、1952年5月8日公開
- 『喧嘩安兵衛』 : 監督滝沢英輔、製作東宝、1952年7月30日公開
- 『あゝ青春に涙あり』 : 監督杉江敏男、製作東宝、1952年12月30日公開
- 『安五郎出世』 : 監督滝沢英輔、製作東宝、1953年4月22日公開
- 『白魚』 : 監督・脚本・製作熊谷久虎、製作東宝、1953年8月5日公開 - 遺作